# ناهوئل مولینا
ناهوئل مولینا لوسرو (اسپانیایی: Nahuel Molina‎؛ زادهٔ ۶ آوریل ۱۹۹۸) بازیکن فوتبال اهل آرژانتین است که در پست مدافع برای باشگاه اتلتیکو مادرید بازی می‌کند. وی همچنین در تیم ملی فوتبال آرژانتین بازی کرده‌است.
از باشگاه‌هایی که در آن بازی کرده‌است می‌توان به باشگاه روساریو سنترال اشاره کرد.